# Wie wordt Tarzan?
Wie wordt Tarzan? was een eenmalig programma dat op 24 november 2006 werd uitgezonden bij SBS6. Presentatie was in handen van Tooske Breugem. Tijdens de show werd bepaald wie de hoofdrol van Tarzan zou krijgen in de nieuwe Disneymusical Tarzan, die in april 2007 in première ging in het Fortis Circustheater. Het was de eerste keer in Nederland dat een hoofdrol van een musical live op televisie bepaald werd. De hoofdrol is gewonnen door Ron Link.  Er waren tijdens de show gastoptredens van Chantal Janzen (rol: Jane) en Chaira Borderslee (rol: Kala).

## Kandidaten
De vijf kandidaten die streden om de rol van Tarzan waren:
- Ron Link
- Dennis ten Vergert
- John Vooijs
- Wouter Braaf
- Mark van Beelen

## Show
In de show werden de kandidaten een voor een voorgesteld aan de hand van een persoonlijk nummer. Ook werden er opnamen getoond van de audities en workshops die de mannen in New York hadden gevolgd bij onder anderen Phil Collins. Vervolgens moesten zij een speelscene doen met Chantal Janzen die de rol van Jane Porter gaat spelen in de musical. Aan de hand van deze scène werd door de vakjury bepaald dat Braaf moest afvallen. Vervolgens werd er een duet gezongen met Chantal. Hierna moest Van Beelen de show verlaten. In de laatste ronden moesten de drie overgebleven kandidaten het nummer Verloren Verleden uit de musical zingen. In de laatste stemming, waarin ook het thuispubliek zich kon laten horen, werd uiteindelijk bepaald dat Link de hoofdrol kreeg. Hij kreeg 5 stemmen. Vooijs kreeg er 3.

## Jury
De vakjury bestond uit:
- Joop van den Ende
- Erwin van Lambaart - producer/algemeen directeur JvdE-producties
- Esther Hart - zangcoach
- Jeff Lee - Disney Productions
- Carline Brouwer - casting

Daarnaast werden in de laatste ronden nog stemmen weggeven door:
- de lezers van de Telegraaf
- de mensen thuis via televoting
- Phil Collins

## Trivia
- Naast Link kregen ook Vooijs en Ten Vergert een rol in Tarzan aangeboden. Zij werden resp. swing, ensemble en understudy voor de rol van Tarzan.
- Vooijs werd later de alternate van Tarzan.
- Van Beelen deed in het voorjaar van 2008 een nieuwe poging de rol van Tarzan te bemachtigen. Ditmaal voor de Duitse versie via het tv-programma Ich Tarzan, Du Jane op SAT1. De Zweed Anton Zetterholm wist in het programma de rol van Tarzan te bemachtigen, Van Beelen werd zijn understudy en speelde van Augustus 2008 tot Augustus 2010 met succes veelvuldig de rol van Tarzan in het Neue Flora Theater in Hamburg.
- Jamai Loman was oorspronkelijk ook deel van de finale-Tarzans, maar trok zich terug nadat bekend werd dat de finale auditie op tv uitgezonden zou worden.
- Ten Vergert en Vooijs deden ook beiden mee aan de tv-audities voor Joseph. Alleen Vooijs kwam in de finale en werd tweede.

## Vergelijkbare programma's
- De weg naar Fame - programma waarin de hoofdrollen voor de musical Fame werden bepaald. Dit programma werd in maart en april 2007 uitgezonden.
- Ich Tarzan, Du Jane - Duitse castingshow waarin gezocht werd naar de hoofdrollen Tarzan en Jane.
- Op zoek naar Evita - castingshow waarin gezocht werd naar de hoofdrol Evita. Dit programma werd eind 2007 uitgezonden.
- Op zoek naar Joseph - castingshow waarin gezocht werd naar de hoofdrol Joseph. Dit programma werd eind 2008 uitgezonden.
- Op zoek naar Mary Poppins - castingshow waarin gezocht werd naar de hoofdrol Mary Poppins. Dit programma werd eind 2009 uitgezonden.
- Op zoek naar Zorro - castingshow waarin gezocht wordt naar de hoofdrol Zorro. Dit programma werd vanaf 31 december 2010  uitgezonden. De musical gaat in het voorjaar van 2011 in premiere.
- Op zoek naar Maria - castingshow waarin gezocht werd naar de hoofdrol Maria. Dit programma werd eind 2021 uitgezonden.